# Convoi HX 32
Le convoi HX 32 est un convoi passant dans l'Atlantique nord, pendant la Seconde Guerre mondiale. Il part de Halifax au Canada le 2 avril 1940 pour différents ports du Royaume-Uni et de la France. Il arrive à Liverpool le 17 avril 1940.

## Composition du convoi
Ce convoi est constitué de 31 cargos :
- Royaume-Uni : 25 cargos
- Panama : 1 cargo
- Grèce : 2 cargos
- États-Unis : 1 cargo
- Norvège : 1 cargo
- Égypte : 1 cargo

## L'escorte
Ce convoi est escorté en début de parcours par :
- les destroyers canadiens : HMCS Restigouche, NCSM Saguenay et HMCS St. Laurent
- Un cuirassé britannique : HMS Malaya

## Le voyage
Les destroyers canadiens quittent le convoi le 3 avril. Le cuirassé continue seul à escorter jusqu'au 14 avril. 
L'escorte varie souvent jusqu'à l'arrivée.
| Navire              | Début de l'escorte | Fin de l'escorte |
| ------------------- | ------------------ | ---------------- |
| HMS Malaya          | 9 avril 1940       | 14 avril 1940    |
| HMS Vanquisher (en) | 9 avril 1940       | 11 avril 1940    |
| HMS Versatile (en)  | 14 avril 1940      | 16 avril 1940    |
| HMS Wild Swan (en)  | 14 avril 1940      | 17 avril 1940    |

Durant le trajet, les navires apprennent l'invasion de la Norvège par l'Allemagne. Le convoi arrive sans problème.